# Clubiona insulana
Clubiona insulana este o specie de păianjeni din genul Clubiona, familia Clubionidae, descrisă de Ono, 1989. Conform Catalogue of Life specia Clubiona insulana nu are subspecii cunoscute.